# Județ de Maramureș
Cet article concerne le județ roumain. Pour la valachie et le voïvodat, voir Marmatie. Pour l'ancien comitat hongrois, voir Máramaros.
Le județ de Maramureș est un département (județ) de Roumanie incluant la moitié sud de l'ancien voïvodat puis comté de Marmatie (en roumain : Maramureș, en hongrois : Máramaros, en allemand : Marmarosch, en ukrainien : Марамуреш). Il fait partie de la région de Transylvanie et de la région de développement du Nord-Ouest. Son chef-lieu est Baia Mare.

## Géographie
Le județ de Maramureș est situé dans le nord-ouest du pays. Il est limitrophe avec :
- l'Ukraine au nord, sur l'autre rive de la Tisza qui sert de frontière ;
- le județ de Suceava à l'est avec lequel il communique par le col de Prislop (1 416 m) ;
- le județ de Bistrița-Năsăud au sud avec lequel il communique par le col de Șetref (818 m) ;
- le județ de Cluj au sud ;
- le județ de Sălaj au sud et sud-ouest ;
- le județ de Satu Mare à l'ouest.

Son altitude varie de 200 m à 2 303 m Le județ actuel est constitué de deux parties distinctes :
- le sud-ouest du județ, le Pays du Chioar (Țara Chioarului) comprenant les vallées de la Someș et de la Sălaj ainsi que les collines Sylvaines (Dealurile Silvanii), est issu d'une partie de l'ancien comitat hongrois puis județ roumain de Satu Mare ;
- le reste du județ : les Pays du Lăpuș (Țara Lăpușului), du Codru (Țara Codrului), du Maramureș (Țara Maramureșului), très montagneux et qui occupent 43 % de la superficie du județ, est constitué de l'ancienne partie sud de l'ancien comitat hongrois puis județ roumain du Maramureș.

Le județ actuel est organisé autour des vallées de plusieurs affluents de la Tisza, la Vișeu et l'Iza au nord, la Lăpuș dans le centre, et la Someș et la Sălaj au sud-ouest.
Les différents massifs montagneux font tous partie des Carpates orientales et sont les suivants :
- au nord-ouest, entre Baia Mare et la vallée de la Tisa, les Monts Igniș (Munții Ignișului) qui culminent à 1 292 m ;
- au nord-est, à la frontière avec l'Ukraine, les Monts Maramureș (Munții Maramureșului) qui culminent au Mont Farcău (Vârful Farcău) à 1 957 m ;
- à l'est, les Monts de Rodna (Munții Rodnei) qui culminent au Pic Pierreux (Vârful Pietrosul) à 2 303 m ;
- au centre, d'origine volcanique, de l'ouest vers l'est, les Monts du Gutâi (Munții Gutâiului) qui culminent au Pic du Grand Gutâi (Vârful Gutâiului Mare) à 1 443 m, puis les Monts du Lăpuș (Munții Lăpușului) qui culminent à 1 322 m, et enfin les Monts du Țibleș (Munții Țibleșului) qui culminent au Pic Bran (Vârful Bran) à 1 840 m.

Le județ de Maramureș dispose de deux centres urbains majeurs reliés par le col du Gutâi (987 m) :
- Sighetu Marmației (en hongrois Máramarossziget), la capitale historique de la Marmatie qui ne faisait pas partie de la principauté de Transylvanie ;
- Baia Mare (en hongrois Nagybánya), l'actuelle préfecture du județ, qui faisait partie du Partium.

En 1968, après que le județ de Maramureș fut rétabli (après seize ans d'organisation de type soviétique en régions et raïons) et agrandi (par rapport à celui d'avant 1952), la préfecture fut transférée de Sighetu Marmației à Baia Mare.

## Politique
| Parti | Parti                             | Sièges |
| ----- | --------------------------------- | ------ |
|       | Parti national libéral (PNL)      | 13     |
|       | Coalition pour le Maramureș       | 10     |
|       | Parti Mouvement populaire (PMP)   | 5      |
|       | Pro Romania (PRO)                 | 3      |
|       | Alliance 2020 USR-PLUS (USR-PLUS) | 3      |

## Liste des villes et communes

### Municipalités
(population en 2007)
- Baia Mare (139 870)
- Sighetu Marmației (41 640)

### Villes
(population en 2007)
- Baia Sprie (16 423)
- Borșa (27 888)
- Cavnic (5 240)
- Dragomirești (3 167)
- Săliștea de Sus (5 122)
- Seini (10 196)
- Șomcuta Mare (7 921)
- Tăuții-Măgherăuș (7 078)
- Târgu Lăpuș (13 114)
- Ulmeni (7 396)
- Vișeu de Sus (16 698)

### Communes
(population en 2007)
- Ardusat
- Ariniș
- Asuaju de Sus
- Băița de sub Codru
- Băiuț
- Bârsana
- Băsești
- Bicaz
- Bistra
- Bocicoiu Mare
- Bogdan Vodă
- Boiu Mare
- Botiza
- Budești
- Călinești
- Câmpulung la Tisa
- Cernești
- Cicârlău
- Coaș
- Coltău
- Copalnic-Mănăștur
- Coroieni
- Cupșeni
- Desești
- Dumbravița
- Fărcașa
- Gârdani
- Giulești
- Groși
- Groșii Țibleșului
- Ieud
- Lăpuș
- Leordina
- Mireșu Mare
- Moisei
- Oarța de Jos
- Ocna Șugatag
- Oncești
- Petrova
- Poienile de sub Munte (10 282)
- Poienile Izei
- Recea
- Remetea Chioarului
- Remeți
- Repedea
- Rona de Jos
- Rona de Sus
- Rozavlea
- Ruscova
- Sarasău
- Satulung
- Săcălășeni
- Săcel
- Sălsig
- Săpânța
- Strâmtura
- Suciu de Sus
- Șieu
- Șișești
- Vadu Izei
- Valea Chioarului
- Vima Mică
- Vișeu de Jos

## Histoire
Pour la période antérieure à décembre 1918, voir les articles Marmatie et Máramaros (comitat).
À l’issue de la Première Guerre mondiale, en décembre 1918, lors de la dislocation de l'Empire austro-hongrois, une République houtsoule, ou Russynie, est proclamée par le président Grigor Zatkovics dans le nord du comitat Maramuréchois, rive droite de la Tisza, tandis qu'au sud, rive gauche de la Tisa, les Roumains proclament leur union avec le royaume roumain. En avril 1919, les troupes de la Hongrie bolchévique de Béla Kun conquièrent le Maramureș. Lorsque Béla Kun est vaincu, la même année, la République houtsoule rejoint la Tchécoslovaquie et le sud de la Marmatie est reconnu comme roumain, ce qui est entériné par les traités de Saint-Germain-en-Laye (10 septembre 1919) et de Trianon (4 juin 1920).
Durant l'Entre-deux-guerres, le județ de Maramureș est beaucoup plus petit qu'il ne l'est de nos jours. Il est composé de la ville de Sighet (aujourd'hui Sighetu Marmației), son chef-lieu, et des trois arrondissements (plăși) ruraux de Sighet, Iza et Vișeu.
En 1930, le județ a une superficie de 3 381 km2 et une population de 161 575 habitants (densité : 47,8). Il est limité au nord par la Tchécoslovaquie et la Pologne, à l'est par les județe de Rădăuți et Câmpulung (aujourd'hui Câmpulung Moldovenesc), au sud par les județe de Năsăud et Someș, à l'ouest par le județ de Satu Mare.
À cette date, 57,9 % des habitants sont Roumains, 20,9 % sont Juifs, 11,9 % sont Ruthènes, 6,9 % sont Hongrois et 2 % Allemands. Du point de vue religieux, 64,4 % sont catholiques-grecs, 21 % juifs, 6,4 % catholiques-romains, 5,3 % orthodoxes et 1,8 % réformés.
La population urbaine (27 680 personnes) est juive pour 38,6 %, roumaine pour 35,4 %, hongroise pour 19,9 % et ruthène pour 4,5 %.
En 1938 est créé l'arrondissement rural de Șugatag (aujourd'hui Ocna Șugatag).
En septembre 1939, après l’invasion germano-soviétique de la Pologne, le Maramureș fait partie, avec la Bucovine et la Ruthénie subcarpathique, du « couloir d’évacuation » qui permet au gouvernement polonais, au trésor de sa banque nationale, aux troupes survivantes et à l’état-major de fuir vers la Roumanie : la flotte roumaine transporta ensuite les Polonais vers Alexandrie, en territoire britannique.
Après les accords de Munich, le deuxième arbitrage de Vienne permet à la Hongrie de Horthy de récupérer la région au détriment de la Roumanie, et le comitat hongrois du Maramureș est recréé, mais la partie nord du comitat, rive droite de la Tisa, forme une « région autonome subcarpathique » (Kárpátaljai kormányzói biztosság) où le droit hongrois ordinaire ne s’applique pas et où, selon le décret du 12 juillet 1941, l'on regroupe les Juifs hongrois devenus roumains en 1920, qui, bien qu’étant pour la plupart magyarophones, ne récupèrent pas la nationalité hongroise qu’ils avaient eue jusqu’en 1920 et se retrouvent apatrides. Or le régime de Miklós Horthy ne traite pas les 725 000 juifs vivant en Hongrie en 1941 de manière égale : ceux restés citoyens hongrois en 1918-1920 (traité de Trianon) sont soumis à diverses restrictions et persécutions (y compris les 58 320 devenus chrétiens) mais échappent jusqu’en 1944 à la déportation en Allemagne; en revanche les apatrides (juifs ex-tchécoslovaques, roumains ou yougoslaves) soit 27 000 d’entre eux sont regroupés dans la « région autonome subcarpathique » et divisés en deux groupes : l’un, jugé apte au travail, est envoyé, lors de l’opération Barbarossa, sur le front de l’Est pour y servir l’armée hongroise où froid, sous-alimentation et manque de soins en font mourir 14 000 ; l’autre est livré à l’Allemagne nazie qui les regroupe à Kamianets-Podilskyï où ils sont exterminés par les Einsatzgruppen, de sorte qu'il ne reste presque plus de juifs au Maramureș en octobre 1944 lorsque les armées soviéto-roumaines chassent l'armée hongroise du pays. Le traité de paix de Paris de 1947 entérine le retour du Maramureș à la Roumanie.
Lors de la réorganisation administrative de 1950, les limites du județ de Maramureș sont profondément modifiées : très agrandi, il devient une région. Les villes de Baia Mare et Baia Sprie, ainsi que les arrondissements ruraux de Seini, Baia Mare, Șomcuta Mare et Mănăștur sont alors détachés du județ de Satu Mare et sont incorporés dans la région du Maramureș. Il en va de même pour l'arrondissement de Lăpuș qui quitte le județ de Someș (qui disparaît à cette occasion) et rejoint le Maramureș. Sighet perd son rôle de chef-lieu au profit de Baia Mare qui gagne en importance administrative.

## Démographie
Depuis le début du XXe siècle, le caractère multi-ethnique du județ a beaucoup évolué notamment dans les villes, en raison de l'exode rural des paysans roumains.
Ainsi, le recensement de 1910 comptait 189 888 Roumains (63,3 %), 62 305 Hongrois (20,8 %), 2 911 Allemands (9,7 %) et 16 877 Ukrainiens (5,5 %). À cette époque, les habitants juifs ne sont pas comptabilisés en tant que tels mais intégrés dans les totaux des Hongrois et des Allemands, selon leur langue usuelle (le yiddish étant compté comme de l'allemand).
En 1930, on comptait 220 095 Roumains (68 %), 41 289 Juifs (13 %), 30 106 Hongrois (9,5 %), 19 249 Ruthènes (6,1 %), 3 960 Tsiganes (1,3 %) et 3 655 Allemands (1,2 %).
En 2002, on recensait 418 405 Roumains (82 %), 46 300 Hongrois (9,1 %), 34 027 Ukrainiens (6,7 %), 8 913 Tziganes (1,7 %), 2 012 Allemands (0,4 %) et seulement 94 Juifs (0,02 %).
Depuis 2002, la population a fortement diminué, perdant quelque 30 000 habitants (natalité en chute libre et émigration économique vers d'autres régions roumaines et vers les pays d'Europe de l'Ouest).
Les dernières statistiques disponibles font état de 513 000 habitants, ce qui est encourageant puisque la baisse de population paraît enrayée.

### Religions
En 2002, la répartition religieuse du județ était la suivante :
- Orthodoxes, 77,96 % ;
- Catholiques Romains, 5,94 % ;
- Grecs-Catholiques, 5,52 %[10] ;
- Réformés, 4,07 % ;
- Pentecôtistes, 3,07 % ;
- Adventistes du septième jour 0,71 % ;
- Baptistes 0,49 %.

## Tourisme
- Le Monastère de Bârsana.
- Le cimetière joyeux de Săpânța, dans le nord du județ.
- Les églises en bois du Maramureș, classées par l'UNESCO au Patrimoine Mondial.
- La ville de Sighetu Marmației, lieu de naissance d'Elie Wiesel, prix Nobel.
- La vieille ville de Baia Mare.
- Cavnic, petite station de ski.
- Budești, la localité traditionnelle la mieux préservée de Maramureș
- Les monts Maramureș, Rodna, Țibleș, Gutâi.
- La ligne de chemin de fer avec traction à vapeur de la vallée de la Vaser, dans la ville de Vișeu de Sus.
- Les gorges de la rivière Lăpuș.
- Deux des accès à la région : le col du Gutâi (sud) et le Col de Prislop (est)
- Liste des châteaux du Județ de Maramureș